# Trzepowo (Płock)
Trzepowo – jednostka pomocnicza gminy (osiedle) w Płocku, położone na północnych obrzeżach miasta. Wiedzie przez nie droga do Sierpca. Osiedle składa się z domów jednorodzinnych. Do 1961 samodzielna wieś.
Na osiedlu znajdują się m.in. największy cmentarz w Płocku – Cmentarz Komunalny, Szkoła Podstawowa nr 13 im. Jana Brzechwy, lotnisko Aeroklubu Ziemi Mazowieckiej oraz barokowy kościół św. Aleksego zbudowany około 1740. Obok kościoła rośnie pomnik przyrody – stary grab o obwodzie pnia 4 m.

## Historia
Wieś duchowna położona była w drugiej połowie XVI wieku w powiecie płockim województwa płockiego. 
W latach 1867–1931 należała do gminy Brwilno, a w latach 1931–1954 do gminy Biała w powiecie płockim. W Królestwie Polskim przynależała do guberni warszawskiej, a w okresie międzywojennym do woj. warszawskiego. Tam, 20 października 1933 utworzyła gromadę Trzepowo w granicach gminy Biała, składającą się ze wsi Trzepowo i Niegłosy Szkoła Rolnicza.
Podczas II wojny światowej włączona do III Rzeszy. Po wojnie ponownie w Polsce. W związku z reorganizacją administracji wiejskiej (zniesienie gmin) jesienią Powsino weszło w skład nowo utworzonej gromady Trzepowo Nowe w powiecie płockim. 
31 grudnia 1961 większą część wsi Trzepowo wyłączono z gromady Trzepowo Nowe (którą równocześnie zniesiono), włączając je do Płocka. Mniejszą, północną część wsi, która nie weszła w skład Płocka, połączono z Nowym Trzepowem jako Trzepowo Stare.

## Komunikacja
ul. Sierpecka – dojazd autobusami linii: 111

## Ludność
| Rok     | 2000 | 2004 | 2005 |
| Ludność | 700  | 390  | 390  |